# Francisca Aguilera de Roldán
Francisca Aguilera de Roldán (Jaén, fl. 1876-1878) va ser una pintora andalusa.
Natural de Jaén. Va ser deixebla del pintor Luis Frasquero. Va ser reconeguda per les seves còpies, especialment les que va fer de Bartolomé Esteban Murillo. Les obres documentades són essencialment de temàtica religiosa. En la seva participació a l'Exposició de Belles Arts de Jaén de 1876, va presentar les obres Sant Francesc i Santa Rita, còpies a l'oli d'Alonso Cano, una Verge, còpia de Mariano Salvador Maella, i també La Magdalena i Les filles de Lot, còpies a llapis de Murillo. Va presentar tres obres més a l'Exposició Provincial de Jaén de 1878, on va obtenir una medalla de bronze.